# 독안룡 마사무네
《독안룡 마사무네》(일본어: 独眼竜政宗 도쿠간류마사무네[*])는 1987년 1월 4일부터 12월 13일까지 일본방송협회에서 제작한 대하드라마으로 대하드라마 시리즈의 25번째 작품이다. 방영횟수는 총 50회이다.
주인공은 센고쿠 시대 말기에 활약하여 후일 에도 막부의 다이묘에 오른 센다이번의 다이묘 다테 마사무네이다.
1984년부터 1986년까지 대하드라마는 기존의 중세나 근세를 다루는 대신, 근대에 주목하였고 이때문에 1984년에는 쇼와 전기를 다룬 《산하가 불탄다》, 1985년에는 메이지 중후반을 다룬 《봄의 파도》, 그리고 1986년에는 태평양 전쟁 종전부터 당시인 1986년까지를 다룬 《생명》을 방송하였으나, 1987년부터 다시 본래의 노선으로 돌아왔다. 평균 시청률은 39.7%로 역대 대하드라마 중 가장 높은 평균 시청률을 기록했으며, 최고 시청률 또한 47.8%로 《아코 낭인》, 《다케다 신겐》에 이어 3위이다.

## 출연

### 다테 가
- 다테 마사무네: 와타나베 켄
- 다테 테루무네(마사무네의 아버지): 키타오오지 킨야
- 호슌인(마사무네의 어머니): 이와시타 시마
- 메고히메(마사무네의 정실): 사쿠라다 준코
- 다테 하루무네(마사무네의 할아버지): 카네코 노부오
- 네코고젠(마사무네의 측실): 아키요시 쿠미코
- 이로하히메: 사와구치 야스코
- 다테 시게자네: 미우라 토모카즈
- 다테 사네모토: 류 라이타
- 카타쿠라 코주로: 사이고 테루히코

### 모가미 가
- 모가미 요시아키: 하라다 요시오
- 모가미 요시모리: 이마후쿠 마사오

### 센고쿠의 다이묘와 그 주변

#### 도요토미 가
- 도요토미 히데요시: 카츠 신타로
- 고다이인: 야치구사 카오루
- 요도도노: 히구치 카나코
- 도요토미 히데츠구: 진나이 타카노리
- 이시다 미츠나리: 오쿠다 에이지
- 마에다 토시이에: 오오키 미노루
- 사나다 유키무라: 와카바야시 고

#### 도쿠가와 가
- 도쿠가와 이에야스: 츠가와 마사히코
- 도쿠가와 히데타다: 카츠노 히로시
- 도쿠가와 이에미츠: 타쿠마 신
- 마츠다이라 타다테루: 사나다 히로유키

## 같이 보기
- 센고쿠 시대